# Danh sách nhà phát minh Ý
Đây là danh sách các nhà phát minh  và các nhà khám phá Ý:
Đây là một danh sách chưa hoàn tất, và có thể sẽ không bao giờ thỏa mãn yêu cầu hoàn tất. Bạn có thể đóng góp bằng cách mở rộng nó bằng các thông tin đáng tin cậy.

## A
- Giovanni Agusta (1879–1927), nhà hàng không tiên phong, nhà phát minh phanh dù
- Giovanni Battista Amici (1786–1863), nhà thiên văn học và nhà quang học
- Cyriacus von Ancona (khoảng 1391–khoảng 1455), Nhà khảo cổ học, tiền thân của khảo cổ học cổ điển hiện đại và là một trong những người viết bia ký đầu tiên
- Giuseppe Airoldi và Valentino Airoldi
- Amedeo Avogadro (1776–1856), nhà vật lý và nhà hóa học, Người phát minh ra định luật Avogadro và hằng số Avogadro

## B
- Giovanni Battista Belzoni (1778–1823), Nhà thám hiểm, kỹ sư, vận động viên cử tạ và nhào lộn. Ông đã khám phá ra ngôi đền Abu Simbel và khu đất của Karnak.  Năm 1818, Belzoni phát hiện ra lối vào Kim tự tháp Chephren ở Giza và thâm nhập vào phòng chôn cất. Belzoni cũng là người châu Âu đầu tiên đến thăm Ốc đảo Siwa và ông đã tìm thấy tàn tích của Berenice trên Biển Đỏ.
- Flavio Baracchini (1895–1928), Phi công chiến đấu trong Thế chiến thứ nhất
- Eugenio Barsanti (1821–1964), Kỹ sư; người được công nhận là người phát minh ra động cơ đốt trong, nhưng đơn xin cấp bằng sáng chế đã bị thất lạc và không ai biết ông thực sự đã phát minh ra loại máy gì
- Robert Ljudwigowitsch Bartini (1897–1974), nhà thiết kế máy bay Liên Xô gốc Ý
- Enrico Bombieri (* 1940), Nhà toán học, người đoạt huy chương Fields (1974)
- Enea Bossi, Sr., Người phát minh ra Pedaliante (1937)
- Daniel Bovet (1907–1992), Giải thưởng Nobel cho những khám phá của ông về các hợp chất tổng hợp, những chất này kích hoạt ảnh hưởng một số chất trong cơ thể, và đặc biệt là tác dụng của chúng đối với hệ thống mạch máu và cơ xương
- Corrado Böhm (1923–2017), nhà công nghệ thông tin
- Giovanni Branca (1571–1645), Kiến trúc sư
- Filippo Brunelleschi (1377–1446), Kiến trúc sư
- Tito Livio Burattini (1617–161681), nhà phát minh, kiến trúc sư, nhà Ai Cập học và nhà sản xuất nhạc cụ Ý-Ba Lan

## C
- Giobatta Cabona, người phát minh ra Pan di Spagna (bánh quy)
- Giovanni Caboto (khoảng 1450–sau 1498), đến New-Zealand vào năm 1497, hoặc là người châu Âu đầu tiên sau người Viking đến lục địa Bắc Mỹ
- Alvise Cadamosto (≤ 1432–1483), khám phá bờ biển phía tây châu Phi dưới sự phục vụ của người Bồ Đào Nha vào năm 1455 và 1456 và phát hiện ra ba hòn đảo của Cape Verde
- Temistocle Calzecchi-Onesti (1853–1922), nhà vật lý học
- Tullio Campagnolo (1901–1983), Người phát minh ra Chốt kẹp nhanh
- Secondo Campini (1904–1980), Kỹ sư
- Mario Capecchi (* 1937), người đoạt giải Nobel, nghiên cứu về Chuột Knock-out
- Arturo Caprotti (1881–1938), Kỹ sư
- Gerolamo Cardano (1501–1576), Gimbal (hoặc móc treo Cardano, được cho là của ông), lưới Cardano; công thức Cardano; vòng tròn Cardano
- Antonio Benedetto Carpano (1751–1815), Nhà chưng cất
- Giovanni Caselli (1815–1891), nhà vật lý, người phát minh ra Pantelegraph (Kopiertelegraph) 1855
- Bartolomeo Cristofori (1655–1731), người phát minh ra đàn piano
- Alessandro Cruto, nhà phát triển tiên phong của đèn sợi đốt

## D
- Luigi Dadda (1923–2012), nhà công nghệ thông tin
- Salvino degli Armati, nhân vật giả tưởng
- Corradino D’Ascanio (1891–1981), kỹ sư
- Emilio Del Giudice (1940–2014), nhà tiên phong trong lý thuyết dây
- Giambattista della Porta (1535–1615), Bác sĩ, nhà bác học và nhà viết kịch
- Guidobaldo del Monte (1545–1607), nhà thiên văn học
- Giuseppe Donati
- Giovanni de Dondi (1318–1389), Đồng hồ thiên văn (Astrarium) 1364
- Adriano Ducati
- Renato Dulbecco (1914–2012), Bác sĩ, nhà vi khuẩn học, nhà vi trùng học và nhà sinh học phân tử và là người đoạt giải Nobel cho những khám phá của ông trong lĩnh vực tương tác giữa virus khối u và vật liệu di truyền của tế bào

## E
- Luigi Emanueli (1883–1959), kĩ sư điện
- Eufrosino della Volpaia

## F
- Johann Maria Farina (1685–1766), người Ý/Đức – phát minh ra nước hoa Eau de Cologne (nước của xứ Cologne) năm 1709
- Gabriele Falloppio (1523–1562), nhà giải phẫu học, mô tả ống dẫn trứng; nghiên cứu về bệnh giang mai
- Federico Faggin (* 1941), Người phát minh ra bộ vi xử lý Intel 4004
- Johann Maria Farina (1685–1766), người phát minh ra Aqua mirabilis, nước hoa
- Giacomo Fauser (1892–1971), kỹ sư và nhà hóa học
- Enrico Fermi (1901–1954), Người đoạt giải Nobel, Nhà vật lý - Người tìm ra các nguyên tố phóng xạ mới được tạo ra thông qua sự bắn phá neutron và những khám phá các phản ứng hạt nhân liên quan đến hiện tượng này gây ra bởi neutron chậm
- Salvatore Ferragamo (1898–1960), nhà thiết kế giày, dép nữ; đệm gót chân
- Galileo Ferraris (1847–1897), từ trường quay 1885, bộ đếm Ferrari, điện xoay chiều 1887–90 (cùng với Bradley, Haselwander, Dolivo-Dobrowolsky, Wenström)
- Pietro Ferrero (1898–1949), Nutella
- Leonardo Fibonacci (khoảng 1170–sau 1240), cao thủ số học
- Alessio Figalli (* 1984), nhà toán học, người đoạt huy chương Fields
- Johannes de Fontana (khoảng 1395–1455 hoặc muộn hơn chút), Laterna magica, phát minh xe lăn
- Carlo Forlanini (1847–1918), Các bác sĩ, máy thổi khí màng phổi nhân tạo để điều trị tràn khí màng phổi cho bệnh nhân lao phổi
- Enrico Forlanini (1848–1930),Kỹ sư, nhà phát minh và nhà tiên phong hàng không, tàu cánh ngầm

## G
- Galileo Galilei (1564–1641/1642), Nhà thiên văn học, Kính hiển vi (Phiên bản đầu tiên của nhiệt kế) 1592, máy đo thủy tĩnh 1586/87
- Luigi Galvani (1737–1798), Bác sĩ, nhà giải phẫu học và nhà tự nhiên học (đặc biệt là nhà sinh lý học)
- Gasparo da Salò (1540 (trong một số nguồn cũng ghi 1542)–1609), Nhà sản xuất vĩ cầm và người chơi đôi bass
- Giovanni Francesco Gemelli Careri (1651–1725), Luật sư, nhà thám hiểm và du khách thế giới
- Benedetto Gentile, Genua – Lotto (5 trong số 90)
- Riccardo Giacconi (1931–2018), Nhà vật lý người Mỹ gốc Ý (Giải thưởng Nobel) - công trình tiên phong trong vật lý thiên văn, dẫn đến việc phát hiện ra các nguồn tia X vũ trụ
- Corrado Gini (1884–1965), Nhà thống kê, xã hội học và nhân khẩu học, hệ số Gini
- Flavio Gioia (thế kỷ thứ 13-14), La bàn khoảng 1302/1312 (được cho là vậy)
- Francesco di Giorgio (được rửa tội năm 1439–1502), Nhà điêu khắc, họa sĩ, kiến trúc sư và nhà lý luận kiến trúc; Mìn 1495 (được quy cho)
- Giuseppe di Giugno
- Camillo Golgi (1843–1926), Bác sĩ và nhà mô học, người đoạt giải Nobel, nghiên cứu về cấu trúc của hệ thần kinh
- Guido von Arezzo (khoảng 992–không chắc chắn: 1050), Tu sĩ Benedictin, nhà lý thuyết âm nhạc và giáo viên, người phát minh ra ký hiệu (âm nhạc)

## J
- Candido Jacuzzi (1903–1986), doanh nhân

## K
- Christoph Kolumbus (khoảng 1451–1506), Thủy thủ, nhà thám hiểm của Quần đảo Bahamas, Jamaica, Cuba, Hispaniola và các đảo khác ở Caribe

## L
- Joseph-Louis Lagrange (1736–1813), nhà thiên văn học và toán học
- Francesco Lana Terzi (1631–1687), thiết kế khí cầu 1670, chữ nổi cho người mù 1670
- Ruggero Lenci
- Leonardo da Vinci (1452–1519), nhà bác học
- Tullio Levi-Civita (1873–1941), nhà toán học
- Rita Levi-Montalcini (1909–2012), Nhà thần kinh học (Giải thưởng Nobel)
- Cesare Lombroso (1835–1909), Bác sĩ, giáo sư pháp y và tâm thần học
- Giovanni Luppis (1813–1875), ngư lôi tự hành và tự lái đầu tiên (cùng với Robert Whitehead (1823–1905), Anh Quốc)
- Salvador Edward Luria (1912–1991), người đoạt giải Nobel, nhà vi trùng học

## M
- Niccolò Machiavelli (1469–1527), Triết gia, nhà ngoại giao, biên niên sử, nhà văn và nhà thơ
- Raffaello Magiotti (1597–1656), Thợ lặn Descartes 1648
- Ettore Majorana (1906–mất tích 1938), nhà vật lý (Lĩnh vực chuyên môn: Ví dụ Vật lý hạt nhân và Cơ học lượng tử tương đối), mất tích vào năm 1938 trong những hoàn cảnh/lý do không rõ ràng
- Marcello Malpighi (1628–1694), “Người sáng lập” ngành giải phẫu học và sinh lý học so sánh thực vật
- Amatino Manucci
- Innocenzo Manzetti (1826–1877), đồng phát minh ra điện thoại 1865; máy làm mì 1857; Người phát minh ra xe hơi nước 1864
- Guglielmo Marconi (1874–1937), đoạt giải Nobel, nhà vật lý, điện báo không dây 1895 (Bản quyền phát minh 1896), Sử dụng các tần số vô tuyến khác nhau, (Bản quyền phát minh 1900)
- Federico Martinotti
- Felice Matteucci (1808–1887), Kỹ sư thủy lực và người phát minh ra động cơ đốt trong cùng với Eugenio Barsanti
- Antonio Meucci (1808–1889), tiền thân của điện thoại năm 1854
- Maria Montessori (1870–1952), Bác sĩ và nhà giáo dục cải cách, Montessoripädagogik
- Fabrizio Mordente (1532–khoảng 1608), Nhà toán học, vòng tròn tám cánh
- Angelo Moriondo (1851–1914), Người phát minh ra máy pha cà phê
- Claudio Monteverdi (getauft 1567–1643), Nhà soạn nhạc, người chơi violon, ca sĩ và linh mục Công giáo, opera hiện đại

## N
- Giulio Natta (1903–1979), Nhà hóa học (giải Nobel)
- Umberto Nobile (1885–1978), nhà tiên phong về khí cầu
- Antonio da Noli (1415–1497 hoặc theo thông tin khác 1419–1491), đã mở ra Quần đảo Cape Verde từ năm 1458 đến 1460

## P
- Antonio Pacinotti (1841–1912), nhà vật lý
- Luigi Palmieri (1807–1896), Nhà khí tượng học, địa chấn học và núi lửa học, địa chấn kế khoảng năm 1856
- Giuseppe Peano (1858–1932), nhà toán học
- Marco Polo (1254–1324), nhà lữ hành châu Á
- Enzo Paoletti
- Pier Giorgio Perotto (1931–2002), Người phát minh ra máy tính cá nhân đầu tiên
- Fabio Perini
- Giovanni Plana (1781–1864), nhà thiên văn học và nhà toán học
- Giovanni Poleni (1683–1761), nhà toán học và nhà thiên văn học
- Ignazio Porro (1801–1875), Kỹ sư và người phát minh ra lăng kính porro được đặt theo tên ông vào năm 1854
- Francesco Procopio dei Coltelli, Người phát minh ra băng

## R
- Agostino Ramelli (1531–1600), Bánh xe sách Ramellis, thế kỷ thứ 16
- Giuseppe Ravizza (1811–1885), Dải băng màu cho máy đánh chữ
- Giovanni Rappazzo
- Scipione Riva-Rocci (1863–1937), máy đo huyết áp, 1896
- Carlo Rubbia (* 1934), Nhà vật lý, người đoạt giải Nobel

## S
- Sanctorius (1561–1636), nhiệt kế 1626
- Raimondo di Sangro (1710–1771), nhà quý tộc, nhà phát minh, người lính, nhà văn và nhà khoa học
- Antonio Sant’Elia (1888–1916), kiến trúc sư
- Francesco Scacchi
- Antonino Sciascia
- Emilio Segrè (1905–1989), nhà vật lý người Mỹ gốc Ý, giải thưởng Nobel cho việc khám phá ra phản proton
- Ascanio Sobrero (1812–1888), nhà hóa học và người phát hiện ra nitroglycerin vào năm 1847
- Nazareno Strampelli

## T
- Mariano di Jacopo, genannt Taccola (1381–khoảng 1453), thiết kế máy móc (ví dụ cầu trục, cần số,...)
- Cristoforo Taverna, Người phát minh xổ số
- Teseo Tesei
- Vincenzo Tiberio (khoảng 103 TCN – 4 SCN), nhà tiên phong về Penicillin
- Marcus Tullius Tiro, Đế chế La Mã - Tốc ký (Ghi chú Tironian) 63 TCN
- Luigi Torchi: Người phát minh ra máy tính bỏ túi với phép nhân trực tiếp (1834)
- Evangelista Torricelli (1608–1647), Nhà vật lý và nhà toán học, phong vũ biểu thủy ngân
- Juanelo Turriano (sau 1500–1585), Thợ sửa đồng hồ, thợ cơ khí và chế tạo máy

## V
- Amerigo Vespucci (1454–1512), Thương gia, thủy thủ, nhà hàng hải và nhà thám hiểm, khám phá bờ biển phía đông của Nam Mỹ từ năm 1499
- Guido da Vigevano (khoảng 1280–khoảng 1350), Xe ngựa, xe ngựa chạy bằng sức gió và máy công thành
- Leonardo da Vinci (1452–1519), nhà bác học, nhà tiên phong về xe tự hành, phát minh ra xe tăng
- Andrew J. Viterbi (* 1935), Người phát minh ra thuật toán Viterbi
- Vadino và Ugolino de Vivaldo († sau 1291), hai anh em đã cố gắng trở thành những người đầu tiên đi vòng quanh châu Phi và đến Malabar vào năm 1291
- Alessandro Volta (1745–1827), Nhà vật lý, người phát minh ra pin
- Vito Volterra (1860–1940), các nhà toán học và vật lý

## Z
- Ildebrando Zacchini
- Giuseppe Zamboni (1776–1846), linh mục Công giáo và nhà vật lý
- Nicolaus Zucchius (hoặc Niccolò Zucchi) (1586–1670), Nhà thiên văn học và vật lý học, kính thiên văn phản xạ 1616